# بوبي داونز
بوبي داونز (بالإنجليزية: Bobby Downes)‏ (18 أغسطس 1949 في المملكة المتحدة - ) هو مدرب كرة قدم ولاعب كرة قدم بريطاني في مركز الظهير. لعب مع نادي بارنسلي ونادي بلاكبول ونادي بيتربورو يونايتد ونادي روتشديل ونادي واتفورد ووست بروميتش ألبيون.

## وصلات خارجية
- بوبي داونز على موقع قاعدة بيانات كرة القدم.إي يو (الإنجليزية)